# Vertigen
|  | No s'ha de confondre amb acrofòbia. |

El vertigen és un subtipus de marejos en què el pacient experimenta inadequadament la percepció de moviment (en general un moviment de gir) a causa d'una disfunció del sistema vestibular. S'associa sovint amb nàusees i vòmits, així com un trastorn de l'equilibri, que sol causar dificultats per a mantenir-se en peu o caminar.
Hi ha tres tipus de vertigen. El primera es coneix com a objectiu i és quan el pacient descriu que té la sensació que els objectes de l'entorn s'estan movent, el segon és conegut com a subjectiu i es refereix a quan sent com si ell mateix s'estigués movent, i el tercer es coneix com a pseudovertigen, amb una sensació intensa de rotació dins del seu cap. Si bé apareix en els llibres de text, aquesta classificació té poc a veure amb la fisiopatologia i el tractament del vertigen.
Els marejos i els vertígens són problemes mèdics comuns, que afecten aproximadament el 20-30% de la població general. El vertigen pot estar present en pacients de totes les edats. La prevalença de vertigen augmenta amb l'edat i és de dues a tres vegades major en dones que en homes. És responsable d'aproximadament del 2-3% de les visites al servei d'urgències. Les principals causes de vertigen són benignes: el vertigen posicional paroxístic benigne, la malaltia de Ménière, la neuronitis vestibular, i la laberintitis, però també pot ser causada per una commoció cerebral o una migranya vestibular. El consum excessiu d'etanol (begudes alcohòliques) també pot causar símptomes de vertigen. Gir repetitius, com en els jocs infantils familiars, poden induir vertigen de curta durada mitjançant la interrupció de la inèrcia del fluid en el sistema vestibular, això es coneix com a vertigen fisiològic.

## Classificació
Vertigen es classifica en perifèric o central, en funció de la ubicació de la disfunció de la via vestibular.

### Vertigen perifèric
Quan el vertigen és causat per problemes en l'orella interna o en el sistema vestibular, incloent-hi el nervi vestibular, es diu que el vertigen és "perifèric", "otològic" o "vestibular". La causa més comuna és el vertigen posicional paroxístic benigne, que representa el 32% del total dels vertígens perifèrics. Altres causes inclouen la neuronitis vestibular, la malaltia de Ménière (12%), la laberintitis i el neurinoma de l'acústic. Qualsevol causa d'inflamació, com ara un refredat, la grip i les infeccions bacterianes poden causar vertigen transitori si afecta l'orella interna, altres poden ser les agressions químiques (per exemple, aminoglucòsids) o traumes físics (per exemple, fractura de crani). La cinetosi es classifica de vegades com a causa de vertigen.
Els pacients amb vertigen perifèric normalment es presenten amb afectació de l'equilibri de lleu a moderat, nàusees, vòmits, i sovint també amb hipoacúsia, tinnitus, i dolor en l'orella. A més, les lesions de la conducte auditiu intern poden estar associades amb debilitat facial ipsilateral. A causa d'un procés de compensació ràpida, el vertigen agut com a resultat d'una lesió perifèrica tendeix a millorar en un curt període (dies a setmanes).

### Vertigen central
El vertigen que procedeix de lesions dels centres d'equilibri del sistema nerviós central (SNC), sovint s'originen en una lesió en el tronc de l'encèfal o en el cerebel i s'associa generalment amb una menor sensació de moviment i de nàusees que el vertigen d'origen perifèric. El vertigen central s'acompanya de dèficits neurològics (com ara dificultat per parlar i visió doble), nistagme patològic (que és vertical o torsional, en comptes d'horitzontal). El trastorn de l'equilibri associat amb lesions centrals que causen vertigen poden ser tan greus que molts pacients no són capaços de posar-se dempeus o caminar.
Una sèrie de trastorns que afecten el SNC poden causar vertigen, incloent: lesions provocades per infart o hemorràgies, tumors presents en l'angle pontocerebel·lós, com un schwannoma vestibular o tumors del cerebel, l'epilèpsia, trastorns de la columna cervical, com l'espondilosi cervical, els trastorns degeneratius amb atàxia, la migranya, la síndrome medul·lar lateral, la malformació d'Arnold-Chiari, l'esclerosi múltiple, el parkinsonisme, així com la disfunció cerebral. El vertigen central pot no millorar o pot fer-lo més lentament que el vertigen causat per una alteració de les estructures perifèriques.